# Австралия на зимних Олимпийских играх 1994
Австралия принимала участие в Зимних Олимпийских играх 1994 года в Лиллехамере (Норвегия) в тринадцатый раз за свою историю, и завоевала одну бронзовую медаль. Сборная страны состояла из 25 спортсменов (18 мужчин, 7 женщин), которые выступили в соревнованиях по горнолыжному спорту, биатлону, бобслею, лыжным гонкам, фигурному катанию, фристайлу, санному спорту, шорт-треку и конькобежному спорту.

## Награды

### Бронза
| Бронза |                                                           |                                      |
| №      | Спортсмены                                                | Вид спорта (дисциплина)              |
| 1      | Стивен Брэдбери Киеран Хансен Эндрю Мурта Ричард Низелски | Шорт-трек (Мужчины, эстафета 5000 м) |

## Состав и результаты олимпийской сборной Австралии

### Бобслей
Спортсменов — 4
Мужчины
| Соревнование | Спортсмены                                                 | 1 заезд   | 1 заезд | 2 заезд   | 2 заезд | 3 заезд   | 3 заезд | 4 заезд   | 4 заезд | Итоговый результат | Итоговое место |
| Соревнование | Спортсмены                                                 | Результат | Место   | Результат | Место   | Результат | Место   | Результат | Место   | Итоговый результат | Итоговое место |
| ------------ | ---------------------------------------------------------- | --------- | ------- | --------- | ------- | --------- | ------- | --------- | ------- | ------------------ | -------------- |
| Двойки       | Джастин Макдональд Гленн Кэрролл                           | 54,03     | 28      | 53,96     | 27      | 54,21     | 28      | 54,27     | 27      | 3:36,47            | 27             |
| Четвёрки     | Джастин Макдональд Адам Барклай Скотт Уолкер Гленн Кэрролл | 52,48     | 16      | 52,67     | 21      | 52,85     | 20      | 53,02     | 20      | 3:31,02            | 20             |